# NGC 71

NGC 71

 NGC 71  هي مجرة إهليلجية أو مجرة محدبة تقع في كوكبة المرأة المسلسلة (كوكبة) في مجموعة NGC 68. تم اكتشافها من قبل ريجنالد ميتشيل في عام 1855. لاحظها في عام 1865 هاينريش داريست الذي وصفها بأنها «خافتة للغاية وصغيرة جدا ومستديرة». تبعد حوالي مابين 110,000 و 130,000 سنة ضوئية مما يجعلها أكبر قليلا من درب التبانة. هي ثاني أكبر مجرة في مجموعة NGC 68 بعد المجرة الحلزونية NGC 70.

## وصلات خارجية
- NGC 71 على موقع ويكي سكاي: DSS2, SDSS, GALEX, IRAS, Hydrogen α, X-Ray, Astrophoto, Sky Map, Articles and images